# MONDLICHT -月之翼-
《MONDLICHT -月之翼-》是和智正喜原作、橘由宇作画的漫画作品。连载于《月刊COMMIC RUSH》。

## 剧情
曾经的吸血鬼也就是「月之一族」（MONDLICHT）是夜之支配者。然而他们被弗兰肯斯坦博士所造的「人造人」灭绝了。然而在月之一族灭绝了的六十年后，月之一族的残存者在日本被发现了。在这之后月之一族再次和人造人对峙了起来。

## 角色

### 月之一族（MONDLICHT）
残存下来的月之一族在没有血缘关系的老婆婆的身边像家人一样生活着。月之一族长着羽翼。以前的月之一族是长生种，但是现在的月之一族却短命到都不知道能否顺利长大。
F11（F ELF）（本名：玛丽·奥尔良）
原F机关的人造人。为了狩猎月之一族而出现在辉夜他们面前，看到了所杀的觉的血，才想起来自己原本就是月之一族。然后以保护辉夜他们为目标，和F机关的人造人之间开始了战斗。手里的刀是从一个名叫生前正影的日本人那里得到的唤作“宗近”的日本刀。
原本并不是月之一族，但是作为人造人杀死月之一族的最后一人时饮下了月之一族的血而成为了月之一族。在那之后，与月之一族相遇的时候，F11的灵魂因为交换了一个人的生命而释放了。
辉夜
代替觉成为月之一族首领的少女。有时候也会因为太思念朋友而意气行事。跟着觉留下的笔记前往了道冈町的一个叫“华”的地方。
觉
原来作为月之一族领导的少年。为了保护辉夜被想要杀死辉夜的F11杀成了灰。他的死也为F11的灵魂的解放提供了契机。
伊织
月之一族的少年。憎恨杀死觉的F11。
静音
月之一族的少女。平时是很温文尔雅的，但是有时也会很凶暴。有能察觉火药之类的气味的能力。
夕月
月之一族的少女。和朝夜和水衣一样比辉夜他们年少。孩子气很强。对F11有兴趣。
朝叶
月之一族的少年。和夕月和水衣一样比辉夜他们年少。一直在看书。内向的性格。有能记住所读过的东西的能力。
水衣
月之一族的少女。和夕月和朝叶一样比辉夜他们年少。说话很少。憧憬着F11。有介由他人的记忆而观察周围的情况的能力。

### F机关
支援着人造人的组织。决定不直接狩猎月之一族。

#### 人造人
正式名称“装甲战斗尸体”。是弗兰肯斯坦博士用人类的尸体制造出来的。
F08（F ACHT）（本名開膛手傑克）
F机关的人造人。虽然有着孩子气的任性的性个，但却很残忍。使用刀和机关枪等各种的武器。身体里也藏有武器，但是由于使用的话衣服会变得破破烂烂的而不愿意使用。虽然称呼F05为“姊姊大人”但内心里却是很嫌弃的。此外，他也管叛离以前的F11同样叫“姊姊大人”，由此可见他是那种会对地位比自己高或者比自己强大的人谄媚的性格。虽然和F11进行了两度战斗，但是一次撤退了、另一次受了重伤而败负。
F05（F FÜNF）（本名德布兰维利埃侯爵夫人）
F机关的人造人。巨乳。虽然她使用很礼貌的言辞，但是却是个对F08等人的性格却展现出了十足残忍的性格的施虐癖。喜好使用毒药和鞭绳。

## 单行本
- 1卷（2007年11月7日发售） ISBN 978-486176-459-2
- 2卷（2008年5月7日发售） ISBN 978-486176-502-5
- 3卷（2008年12月1日发售） ISBN 978-486176-600-8
- 4卷（2009年8月7日发售） ISBN 978-486176-702-9
- 5卷（2010年4月30日发售） ISBN 978-486176-696-1